# Copelatus ilybioides
Copelatus ilybioides es una especie de escarabajo buceador del género Copelatus, de la subfamilia Copelatinae, en la familia Dytiscidae. Fue descrito por Régimbart en 1895.  Se encuentra en África.

## Otras lecturas
- Bousquet, Yves (2012). «Catalogue of Geadephaga (Coleoptera, Adephaga) of America, north of Mexico». ZooKeys (en inglés) (245): 1-1722. PMC 3577090. PMID 23431087. doi:10.3897/zookeys.245.3416.
- Lobl, I.; Smetana, A., eds. (2017). Catalogue of Palaearctic Coleoptera, Volume 1: Archostemata - Myxophaga - Adephaga (en inglés). Apollo Books. ISBN 978-90-04-33029-0.